# بيلي ليفينغستون
بيلي ليفينغستون (بالإنجليزية: Billie Livingston)‏ (23 نوفمبر 1965)؛ كاتِبة وروائية كندية.